# شماري (الملاح)

تعديل مصدري - تعديل

شماري هي إحدى قرى عزلة الملاح بمديرية الملاح التابعة لمحافظة لحج، بلغ تعداد سكانها 95 نسمة حسب تعداد اليمن لعام 2004.